# Colpichthys
Colpichthys är ett släkte av fiskar. Colpichthys ingår i familjen Atherinopsidae.
Kladogram enligt Catalogue of Life:
| Colpichthys | \| \| Colpichthys hubbsi \| \| \| \| \| \| Colpichthys regis \| \| \| \| |
|             | \| \| Colpichthys hubbsi \| \| \| \| \| \| Colpichthys regis \| \| \| \| |
|             | Atherinella                                                              |
|             |                                                                          |
|             | Atherinops                                                               |
|             |                                                                          |
|             | Atherinopsis                                                             |
|             |                                                                          |
|             | Basilichthys                                                             |
|             |                                                                          |
|             | Chirostoma                                                               |
|             |                                                                          |
|             | Labidesthes                                                              |
|             |                                                                          |
|             | Leuresthes                                                               |
|             |                                                                          |
|             | Melanorhinus                                                             |
|             |                                                                          |
|             | Membras                                                                  |
|             |                                                                          |
|             | Menidia                                                                  |
|             |                                                                          |
|             | Odontesthes                                                              |
|             |                                                                          |
|             | Poblana                                                                  |
|             |                                                                          |
|             | Colpichthys hubbsi                                                       |
|             |                                                                          |
|             | Colpichthys regis                                                        |
|             |                                                                          |

|  | Colpichthys hubbsi |
|  |                    |
|  | Colpichthys regis  |
|  |                    |